# Chorizanthe howellii
Chorizanthe howellii Goodman – gatunek rośliny z rodziny rdestowatych (Polygonaceae Juss.). Występuje naturalnie w południowo-zachodnich Stanach Zjednoczonych – w Kalifornii. 

## Morfologia
PokrójRoślina jednoroczna dorastająca do 5–10 cm wysokości. Pędy są owłosione.
LiścieBlaszka liściowa liści odziomkowych ma kształt od odwrotnie jajowatego do łyżeczkowatego. Mierzy 10–30 mm długości oraz 5–15 mm szerokości. Ogonek liściowy jest owłosiony i osiąga 10–40 mm długości.
KwiatyZebrane w wierzchotki jednoramienne, rozwijają się na szczytach pędów. Okwiat ma obły kształt i barwę od białej do różowej lub czerwonej, mierzy do 4–5 mm długości.
OwoceNiełupki o kulistym kształcie, osiągają 3–5 mm długości.

## Biologia i ekologia
Rośnie na wybrzeżu, na wydmach oraz murawach, na terenach nizinnych. Kwitnie od maja do lipca. 

## Ochrona
Chorizanthe howellii posiada status gatunku krytycznie zagrożonego.